# Андрија Раденић
Андрија Раденић (рођен као Андрија Штајгенберг, 1913 – 2012) био је српски историчар и писац. Као стручни сарадник Историјског института у Београду (1950-1981) објавио је од 1955. до 2006. године већи број научних радова о историји Србије и Војводине у другој половини 19. и почетком 20. века.

## Биографија
Рођен је као Андрија Штајгенберг 4. априла 1913. године у селу Бока у Банату (у то време у Аустроугарској) у сиромашној јеврејској породици, као син ситног трговца Александра Штајгенберга и Јелисавете Милер. Гимназију је завршио у Великом Бечкереку (данашњи Зрењанин) 1932. године, а Филозофски факултет у Загребу 1939. године. Студирао је немачки језик и француски језик са историјом. После завршених студија предавао је историју у приватној гимназији у Загребу. Априлски рат затекао га је на одслу̟жењу војног рока у Сарајеву, у школи за резервне официре. Заробљен је после борбе са усташама у Мостару, и рат је провео у немачком заробљеништву, као преводилац у болници за ратне заробљенике близу Дрездена. Ослобођен је од јединица Црвене армије крајем априла 1945. Његови родитељи, два млађа брата и сестра убијени су у концентрационом логору 1941. године. Примљен је у СКЈ 1947. годинеː на обрасцу за пријем у партију изјаснио се као Србин. Током 50-их година, после првих објављених радова, променио је презиме у Раденић.
После рата радио је као службеник у Савезном министарству просвете и Савезном Комитету за науку и културу (1945-1946), као наставник историје у вишој Саобраћајној школи (1947), као функционер у Савезу синдиката Југославије (1948), а 1949. у председништву САНУ. Од 1950. године радио је у Историјском институту у Београду (основаном 1947), најпре као асистент под именом Андрија Штајгенберг, а од 1955. са звањем стручног сарадника, када је променио презиме и постао Андрија Раденић. Титулу доктора историјских наука стекао је 1956. дисертацијом Положај и борба сељаштва у Срему од краја XIX века до 1914. У Историјском институту бавио се проблемима из историје Србије и Војводине од 1848. до 1918. године, о чему је написао и објавио већи број књига и научних радова. Унапређен је у звање вишег  стручног сарадника 1967, а пензионисан је 1981. године, након три деценије рада у Историјском институту. Након пензионисања наставио је да пише и објављује научне радовеː његова најважнија и најобимнија дела настала су управо у овом периоду, а последњу књигу објавио је 2006. године, у 93. години. Умро је 7. фебруара 2012. и сахрањен је на Централном гробљу у Београду. Своју личну библиотеку и недовршена дела у рукопису оставио је као легат Библиотеци Историјског института.

## Дела
Андрија Раденић писао је и објављивао дела о историји Србије и Војводине од 1955. до 2006. године. Главни предмет његовог проучавања била је политичка и економска историја Срба у Србији под династијом Обреновића и Аустроугарској у периоду од 1848. до 1918. године. У периоду од 1955. до 1988. објавио је већи број радова о сељачким покретима и побунама, историји новинарства, развоју социјализма и политичких партија у Србији и међу Србима у Аустроугарској.
Његово највеће дело са том тематиком јесте Радикална странка и тимочка буна (објављена 1988. у два тома), у којој је извршио синтезу огромне архивске грађе и дао детаљну анализу политичких прилика и развоја парламентаризма у Србији у периоду од 1868. до 1883, као и узрока, тока и последица Тимочке буне. Књига обилује одабраном документарном грађом, која обухвата записнике са скупштинских седница, чланке из тадашњих српских новина, војне извештаје и саслушања учесника буне сачувана у судским списима. Цитирањем записника са седница Скупштине и чланака из савремених новина (нарочито радикалске Самоуправе и напредњачког Видела), дата је жива слика политичких прилика и расположења у Србији пред буну 1883. године, као и политичка позадина вођа Тимочке буне. Уз то, анализом сачуваних војних извештаја и саслушања ухапшених побуњеника створена је јасна и непосредна слика војних операција, као и социјалне структуре, колективне и личне психологије и мотивације побуњеника, од вођа до неписмених сељака.
Такође, почетком осамдесетих година учествовао је у писању енциклопедије Историја српског народа, за коју је написао поглавља Срби у Хабсбуршкој монархији 1868-1878 (књига 5, том 2) и Борба Срба за политичка права у ју̟жној Угарској Хабсбуршке Монархије 1878-1914 (књига 6, том 1). У периоду од 1992. до 1997. објавио је неколико радова о историји Јевреја у Србији.
- Документи о социјалистичком покрету у Срему 1894-1908, Нови Сад (1955)  77681159
- Положај и борба сељаштва у Срему од краја XIX века до 1914, Београд (1958)  77939207[11]
- Светоандрејска скупштина, Споменик CXIII, САНУ, Београд (1964)  169057543[12]
- Развој социјалистичке мисли у југословенским земљама до 1918, Посебан отисак Настава историје, Београд 1967
- Прогони политичких противника у режиму Александра Обреновића 1893-1903, Београд (1973)  129241095[13]
- Из историје Србије и Војводине 1834-1914, Београд  (1973)  129181191[14]
- Аустроугарска и Србија 1903-1918, Документи из бечких архива, у 4 књиге, Београд (1973-1986)  129238023[15]
- Дневник Бењамина Калаја (аустроугарског дипломатског претставника у Србији) 1868-1875, Београд (1976)  129199879[14]
- Социјалистички листови и часописи у Србији 1871-1918, књига прва 1871-1895, Београд (1977)  162803719[16]
- Срби у Хабсбуршкој монархији 1868-1878, Историја српског народа, Београд (1981), књига V, том 2, стр. 153-275  40423431
- Борба Срба за политичка права у ју̟жној Угарској Хабсбуршке Монархије 1878-1914, Историја српског народа, Београд (1983), књига VI, том 1, стр. 496-554
- Радикална странка и тимочка буна, историја радикалне странке - доба народњаштва, Зајечарː Историјски архив Тимочка крајина, 1988.  64391436[17][18]
- Документи о спољној политици Краљевине Србије 1903-1905 (књига I), Београдː САНУ, 1991.  2221836[19][20]
- Јевреји у Србијиː народни посланици Јевреји у Скупштини Србије 1878-1888. Београд, Савез јеврејских општина Југославије, 1992.[10]
- Бене Берит у Србији и Југославији 1911-1940, Београд, Савез јеврејских општина Југославије, 1997.[10]
- Спољна политика Србије у контроверзној историографији : од Начертанија 1844. до стварања Југославије 1914-1918. Београд : Службени гласник, 2006.  86-7549-482-3.  130797068[21][22][23]